# 青木木米

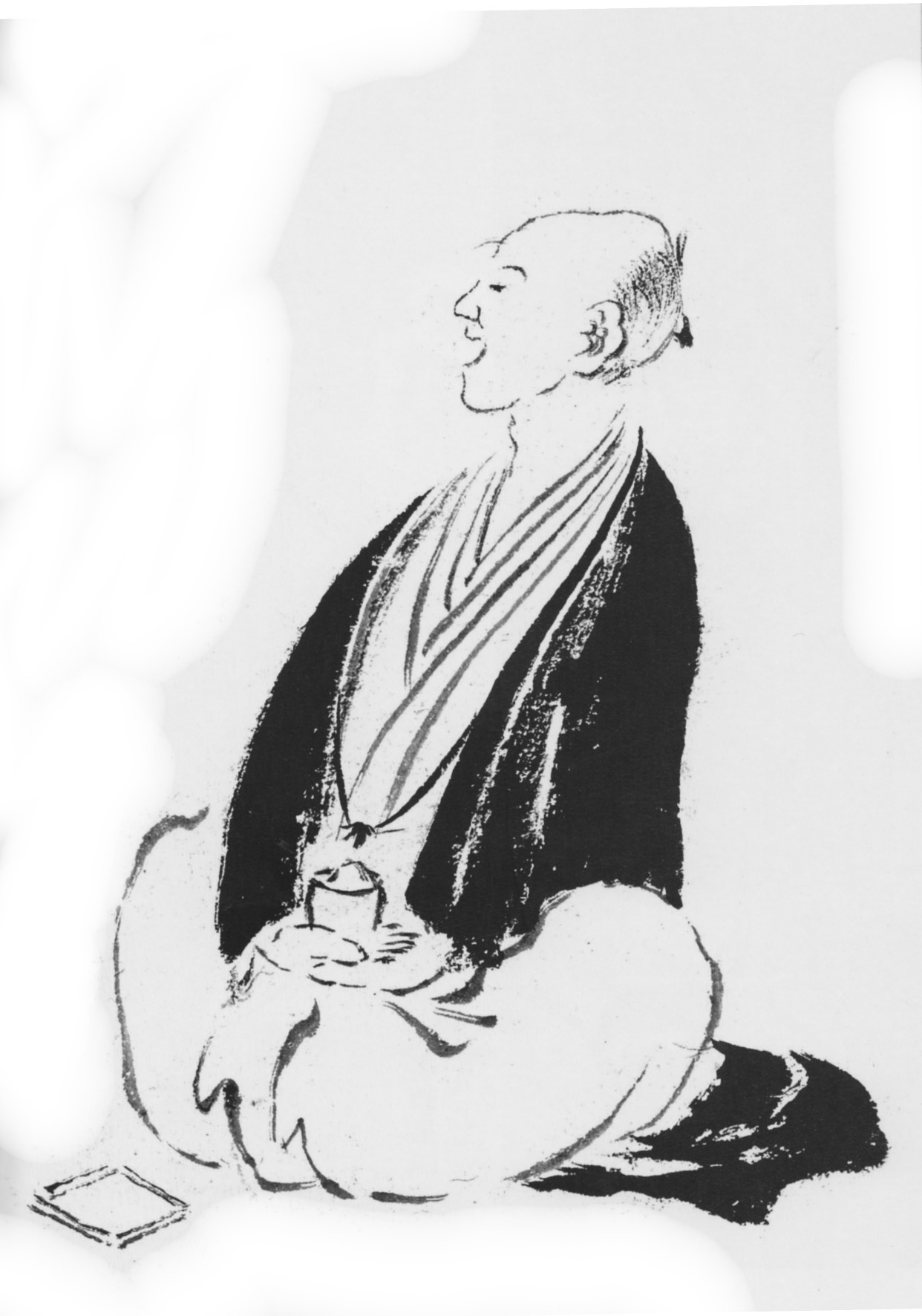
青木木米像（田能村竹田画）

青木 木米（あおき もくべい、明和4年〈1767年〉 - 天保4年5月15日〈1833年7月2日〉）は、江戸時代の絵師、京焼の陶工である。幼名は八十八。字は佐平。号は青来、百六散人（百六山人）、古器観、亭雲楼、九九鱗、木米、聾米。通称は木村佐兵衛である。
野々村仁清、尾形乾山と共に日本三大陶工、京焼三名工に数えられる。

## 生涯

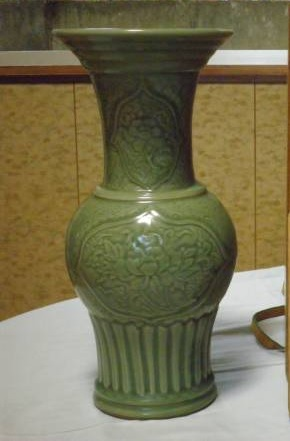
青磁の花瓶（重要文化財）　東京医科歯科大学歯科棟２階　資料室蔵

木米は明和4年（1767年）、京都に生まれた。生家は祇園の茶屋と伝えられる。若くして高芙蓉に書を学び、頭角を現す。29歳の時、木村蒹葭堂の書庫で清の朱笠亭が著した陶芸書『陶説』を読んで感銘を受けて作陶を志し（後に木米は『陶説』を翻刻する）、奥田頴川に入門。30歳を境に京都・粟田口に釜を開き評判を得る。1805年6月、39歳のときに、粟田御所(青蓮院宮)の御用窯を命ぜられる。1807年に加賀藩前田家の招聘を受け、絶えていた加賀九谷焼の再生に尽力した。陶工としては煎茶器を主に制作。白磁、青磁、赤絵、染付、交趾、銹絵、三彩などその作域は幅広い。中国古陶磁への傾倒から、中国物の写しに独自の世界を開いた。頼山陽、田能村竹田とも交流。50歳頃から主に友人に贈るため描き始めた文人画（南画）系統に属する絵画にも秀作が多い。天保4年（1833年）死去。享年67。
永樂保全、仁阿弥道八とともに京焼の幕末三名人とされる。

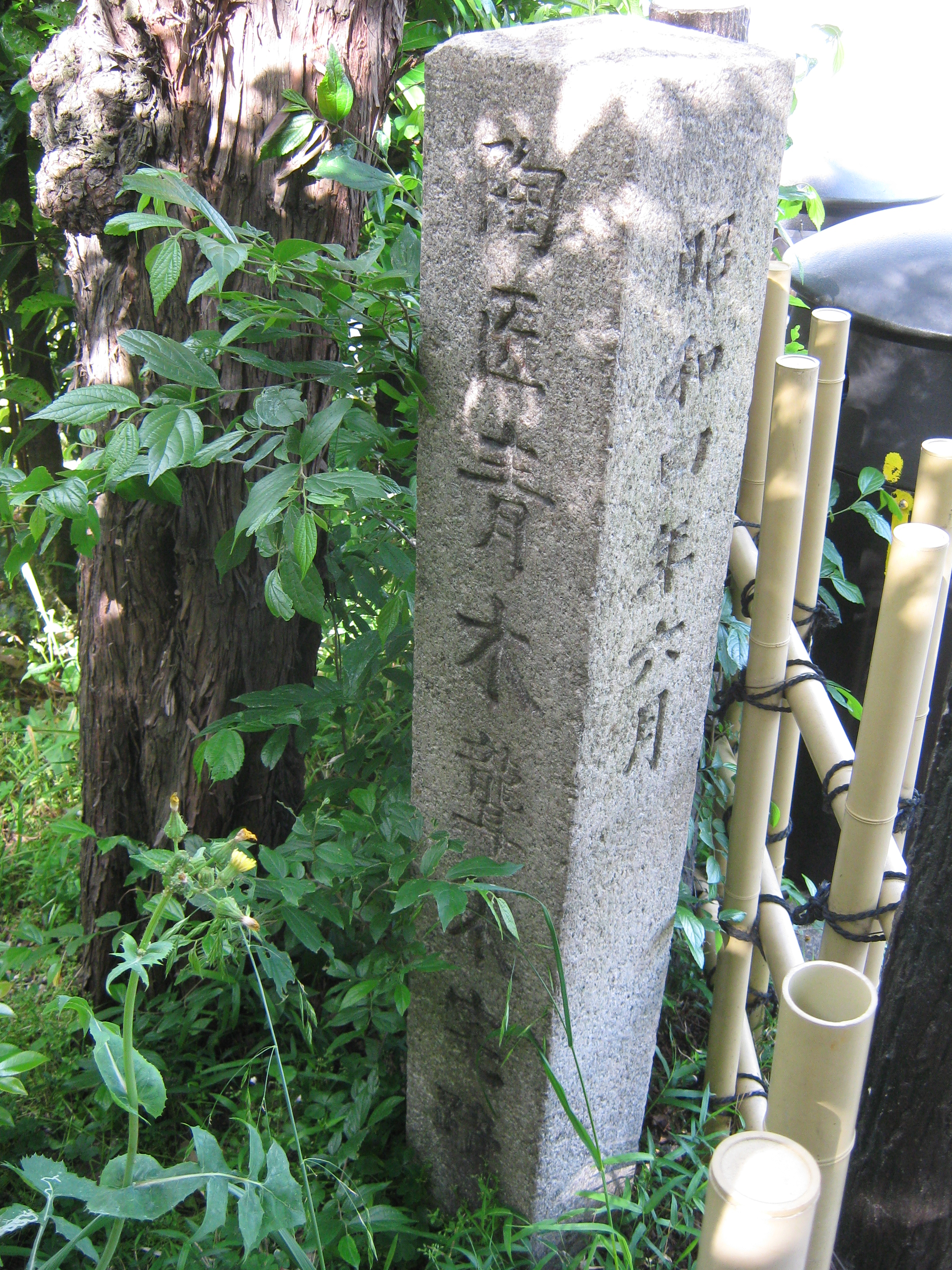
青木聾米宅蹟（京都市東山区川端通四条上る東側）

## エピソード
木米は釜の温度を釜の中の燃える火から発せられるパチパチという音で判断していた。そのため木米の耳はいつも赤く腫上がったがその手法を変えることはせず完治する間もないほど作陶を続けたため木米は晩年、音を失くした。以後、木米ではなく聾米（ろうべい）と号していた。
若いころ、中国や朝鮮の名品を手本にして勉強していたため、刻印や釘彫りで名入れずに流通させ、ニセモノ師とされた。

## 代表作

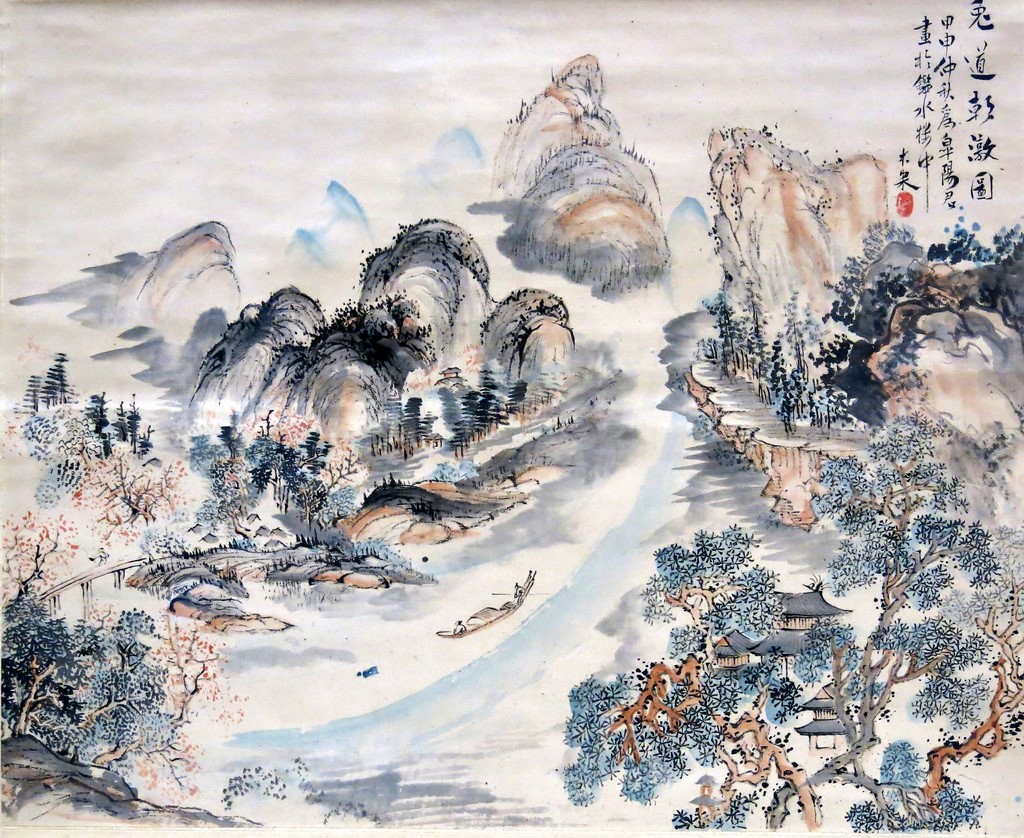
兎道朝暾図（うじちょうとんず）（東京国立博物館蔵、重要文化財）

- 騰龍図（とうりゅうず）（個人蔵、重要文化財） 紙本墨画 文政6年（1823年）
- 兎道朝暾図（うじちょうとんず）（個人蔵、重要文化財） 紙本著色 1820年前半
- 兎道朝暾図 （東京国立博物館、重要文化財） 紙本著色 文政7年（1824年）[9]
- 山水図（所在不明、重要文化財） 紙本墨画淡彩 文政7年（1824年）
- 山水図（個人蔵、重要文化財） 紙本淡彩 頼山陽賛
- 渓山幽居図（出光美術館） 紙本墨画淡彩 重要美術品
- 百子文瓢形瓶（逸翁美術館）
- 詩文煎茶碗（東京国立博物館）
- 龍濤文瓜形水注（京都府蔵・京都文化博物館管理）
- 詩文四方茶壷（東京国立博物館）
- 七香文茗碗（京都国立博物館）
- 紫交趾釉荒磯文急須（京都国立博物館）
- 煎茶道具一式（東京国立博物館）
- 白泥鬼面文涼炉（京都国立博物館）
- 染付龍濤図提重（東京国立博物館、重要文化財）
- 金欄手百仙図輪花鉢
- 三島手急須（京都国立博物館）
- 青磁の花瓶（大）（東京医科歯科大学、重要文化財）

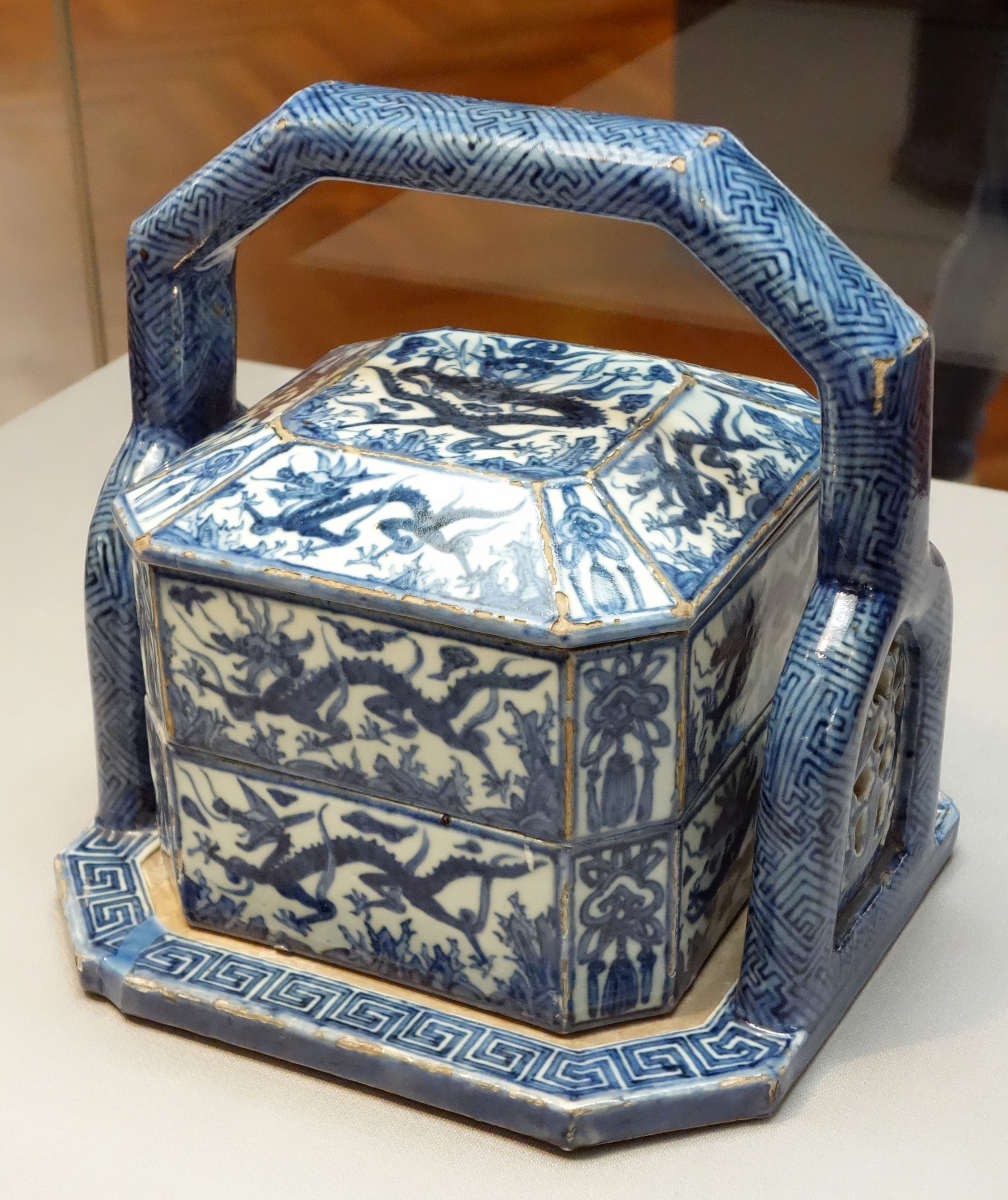
染付龍濤文提重 （東京国立博物館）
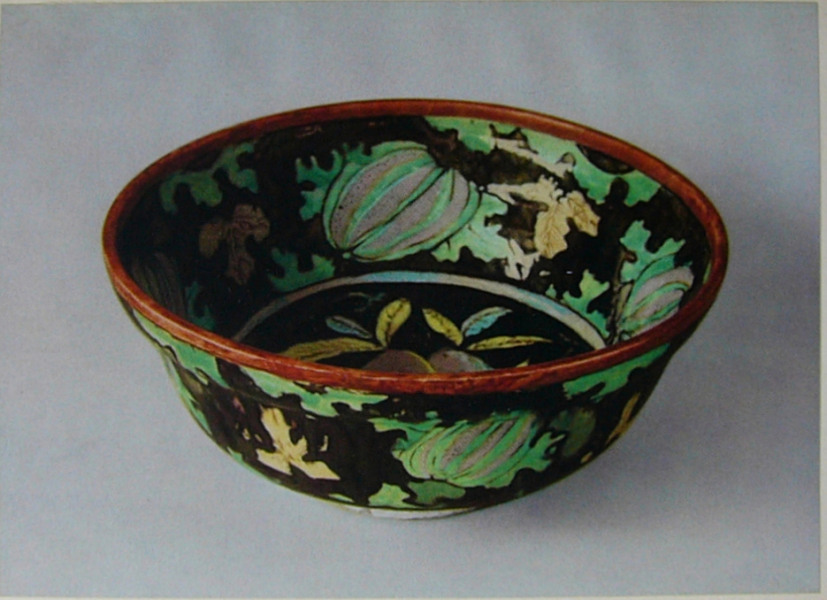
瓜模様鉢 （大和文華館）
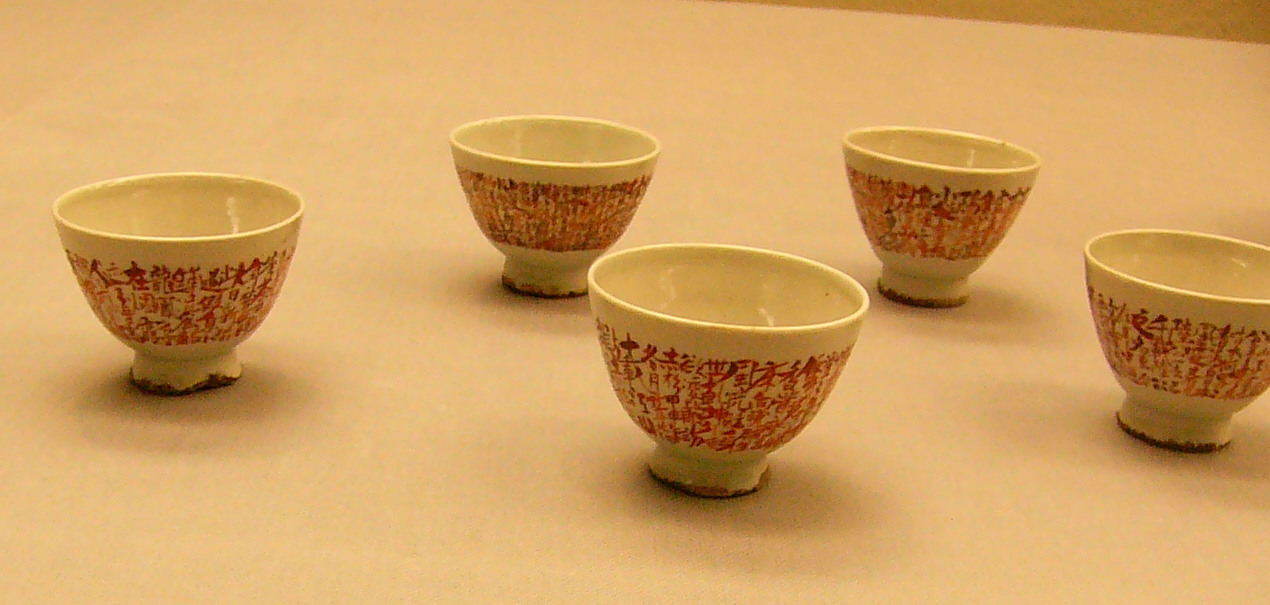
詩文煎茶碗 （東京国立博物館）